# Problema de la referencia
Según la opinión general, existen ciertas expresiones que sirven para hacer referencia a entidades o aspectos del mundo. Así por ejemplo, el nombre propio «Aristóteles» hace referencia al gran filósofo griego Aristóteles, y la descripción definida «el maestro de Aristóteles» hace referencia a Platón. El problema de la referencia consiste, principalmente, en determinar cómo es que tales expresiones refieren al mundo, es decir, el mecanismo por el cual refieren. Pues no siempre es posible señalar al referente y decir algo como «a eso me refiero cuando hablo de la Luna». Por ejemplo, cuando hablamos de Aristóteles ya no es posible señalarlo, ni tampoco cuando hablamos de entidades imaginarias como Pegaso, o de incapaces de ser mesuradas, como Dios.
Los tres tipos de teorías de la referencia más comunes son las teorías descriptivas, las teorías causales y las teorías híbridas. La importancia del problema de la referencia reside, en parte, en su potencial para aclarar la relación entre el lenguaje y el mundo, y entre el lenguaje y la verdad.